# Cis pistoria
Cis pistoria es una especie de coleóptero de la familia Ciidae.

## Distribución geográfica
Habita en Estados Unidos.